# شعب الماء (سباح)

تعديل مصدري - تعديل

شعب الماء هي إحدى قرى عزلة سباح بمديرية سباح التابعة لمحافظة أبين، بلغ تعداد سكانها 35 نسمة حسب تعداد اليمن لعام 2004.